# Panurge
Panurge är en fransk opera (haute farce) i tre akter med musik av Jules Massenet och libretto av Georges Spitzmuller och Maurice Boukay efter François Rabelais roman Den store Gargantuas förskräckliga leverne (1534).
Massenet hade först intentionen att använda sig av medeltidsfranska i librettot men nöjde sig i stället med en musikstil som lutade åt manierismen på samma sätt som han hade använt sig av i Le Jongleur de Notre-Dame. Tonen är farsartad och ofta burlesk, vilket passar bra på en opera som bygger på Rabelais historia om den enorme jätten Gargantua och hans son Pantagruel. 
Operan hade premiär den 25 april 1913 på Théâtre de la Gaîté i Pars, ett halvår efter Massenets död.